# Masunga
Masunga is een dorp in het district North-East in Botswana. De plaats telt 5666 inwoners (2011).